# Fejervarya cancrivora
La rana mangia granchi (Fejervarya cancrivora (Gravenhorst, 1829)) è una rana della famiglia Dicroglossidae, originaria del sud-est asiatico.

## Distribuzione e habitat
La specie è diffusa nelle aree costiere della Cina meridionale (Guangxi e Hainan), nelle Isole Nicobare (Gran Nicobar), e in gran parte del sud-est asiatico includendo Brunei Darussalam, Cambogia, Laos, Thailandia, Vietnam, Indonesia, Malaysia, Singapore e le Filippine. È stata introdotta in Nuova Guinea  e sull'isola di Guam.
Abita mangrovieti e paludi ed è una delle 144 specie di anfibi viventi conosciute che possono tollerare brevi escursioni nell'acqua di mare.

## Biologia
Questa rana può tollerare ambienti marini (immersioni in acqua di mare per brevi periodi o acqua salmastra per periodi prolungati) aumentando la produzione e la ritenzione di urea e rimanendo leggermente iperosmotica nel flusso di urea e sodio. Gli adulti possono sopravvivere in acqua salata con salinità fino al 2,8% e i girini possono sopravvivere a salinità fino al 3,9%.

### Alimentazione
La dieta di queste rane si adatta alla disponibilità locale di prede: nelle aree di acqua salmastra è costituita prevalentemente da piccoli granchi, mentre nelle aree di acqua dolce è prevalentemente insettivora.